# Polární noc

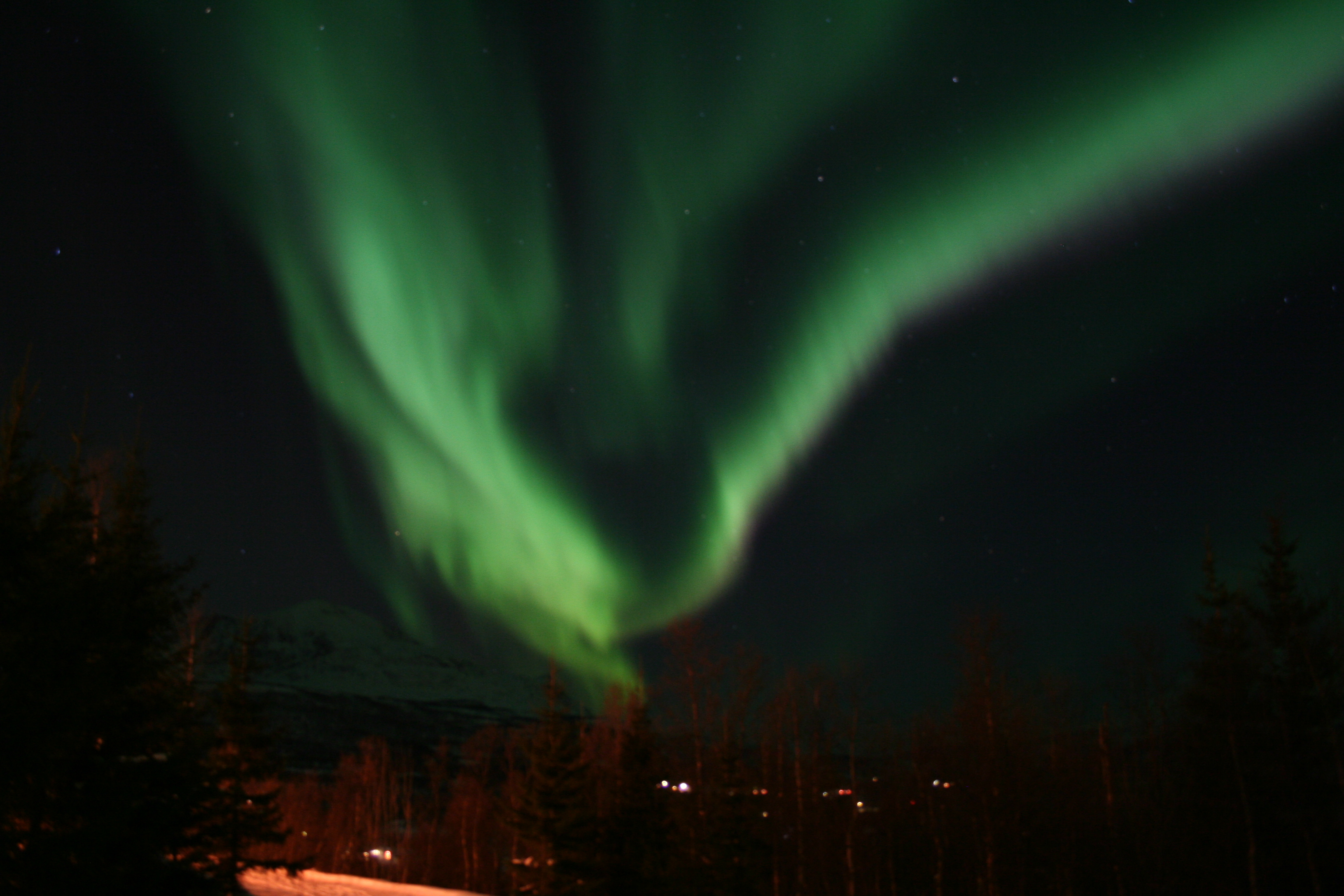
Během polární noci je možné dobře pozorovat polární záři

Polární noc je jev, který nastává za hranicí polárního kruhu, kdy po dobu nejméně jednoho dne nevystoupí Slunce nad obzor a tedy zde není přirozené sluneční světlo. Opakem polární noci je polární den, kdy naopak Slunce nezapadá pod horizont. Období, kdy nastává polární noc, a období výskytu polárního dne se symetricky střídají s periodou půl roku. Nejdelší polární noci a dny můžeme pozorovat na pólech.

## Délka polárních nocí

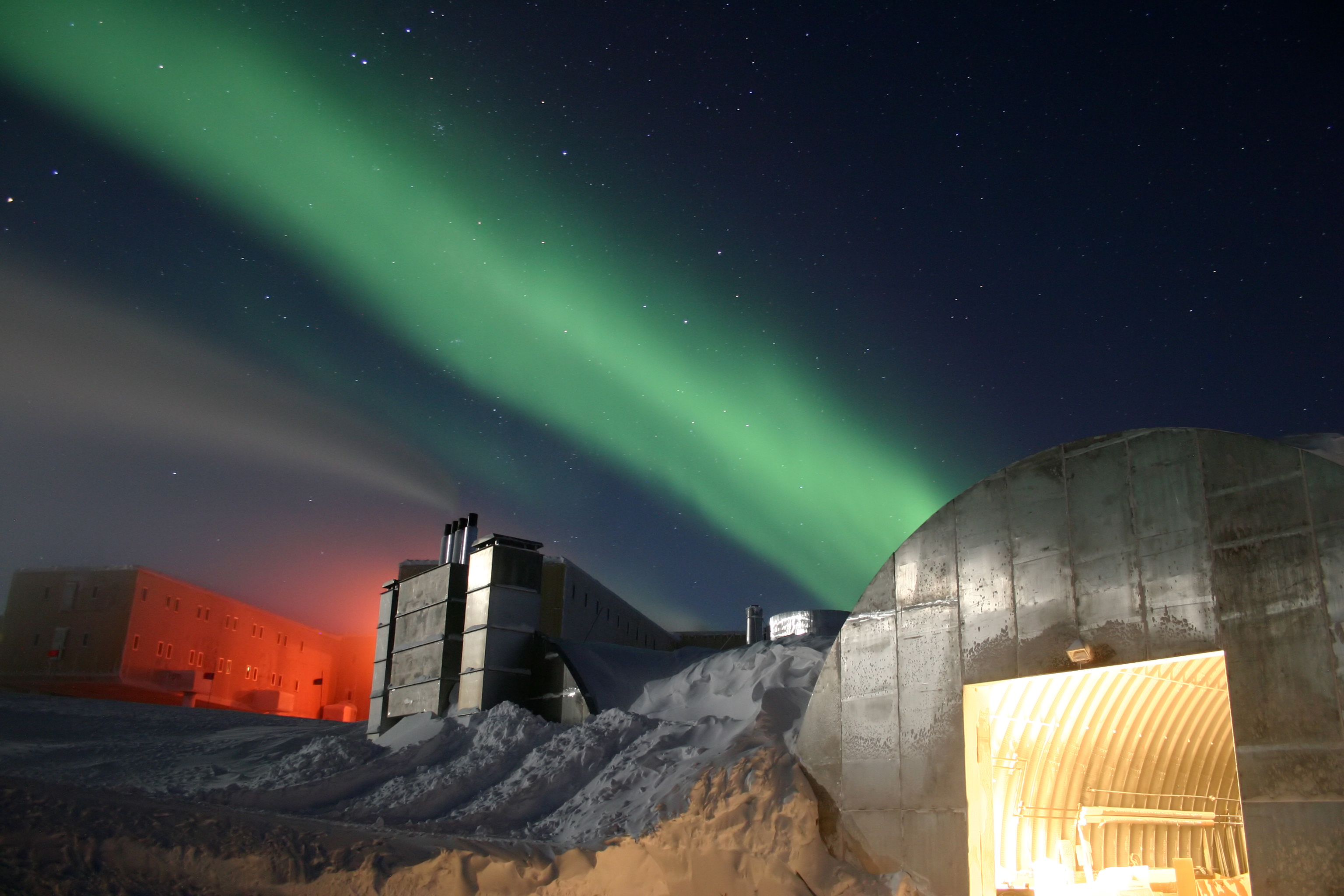
Polární noc na stanici Amundsen-Scott.

Počet dnů, po které nastává polární noc, závisí na zeměpisné šířce. Na hranici polárního kruhu dochází jen k jedné polární noci (celkem trvá 20 hodin), a to během slunovratu (prosincového slunovratu na severní polokouli a červnového na polokouli jižní). Čím je pozorovatel dále od polárního kruhu (blíže k pólu), tím je polární noc delší.
V oblasti pólů pak půl roku (179 dnů zcela pod horizontem, a dalších 7 dnů částečně pod horizontem) Slunce nevychází (trvá polární noc) a pak následně půl roku nezapadá (polární den).
V den slunovratu dojde vždy v oblastech jednoho z polárních kruhů minimálně k jedné polární noci a analogicky v místech polárního kruhu opačného pólu k polárnímu dni.
Polární den je na severním pólu od 21. 3. do 23. 9. (v tuto dobu je na jižní polokouli polární noc).
Polární noc je na severním pólu od 23. 9. do 21. 3. (v tuto dobu je na jižní polokouli polární den).

## Druhy polárních nocí

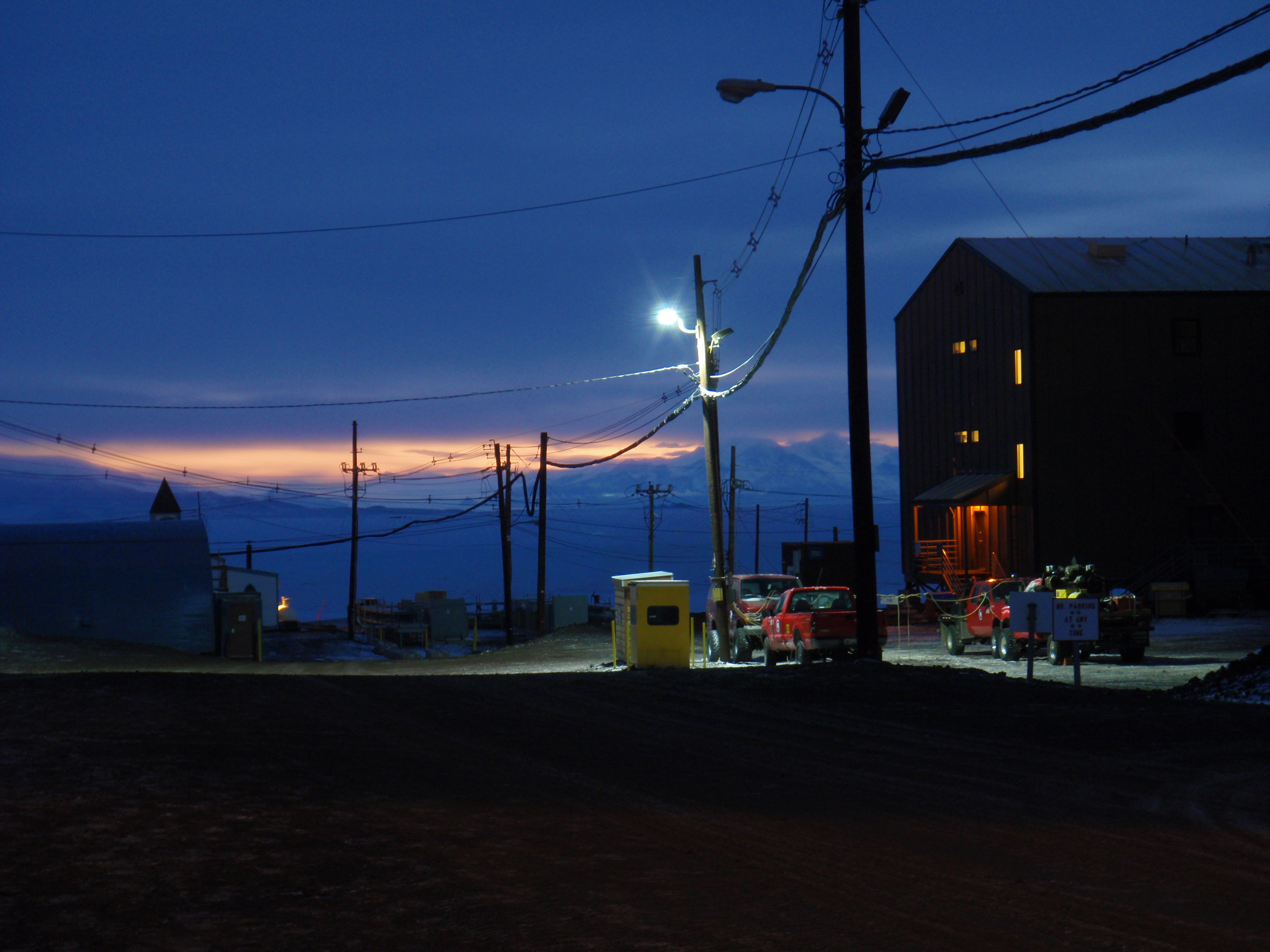
Polární stanice McMurdo (77°51′ jižní šířky) dne 8. dubna 2009.

- Polární soumrak
- „Civilní“ polární noc
- Námořní polární noc
- Astronomická polární noc

## Vliv absence světla na oblast polární noci
Době bez slunečního světla se přizpůsobuje i život v těchto oblastech (např. migrace některých živočichů), má dopady i na lidskou psychiku. Například cca 2/3 pracovníků polární stanice Amundsen-Scott během zimy odjíždí. Během polární noci nastávají optimální podmínky pro pozorování polární záře, jelikož ta není přesvícena slunečním světlem.
Absence světla na území polární noci ale i v oblastech nad ní (konkrétně stratosféře, zejména jižního pólu) má vliv na cyklus vytváření a cirkulaci ozónu.